# Carmen
För andra betydelser, se Carmen (olika betydelser).

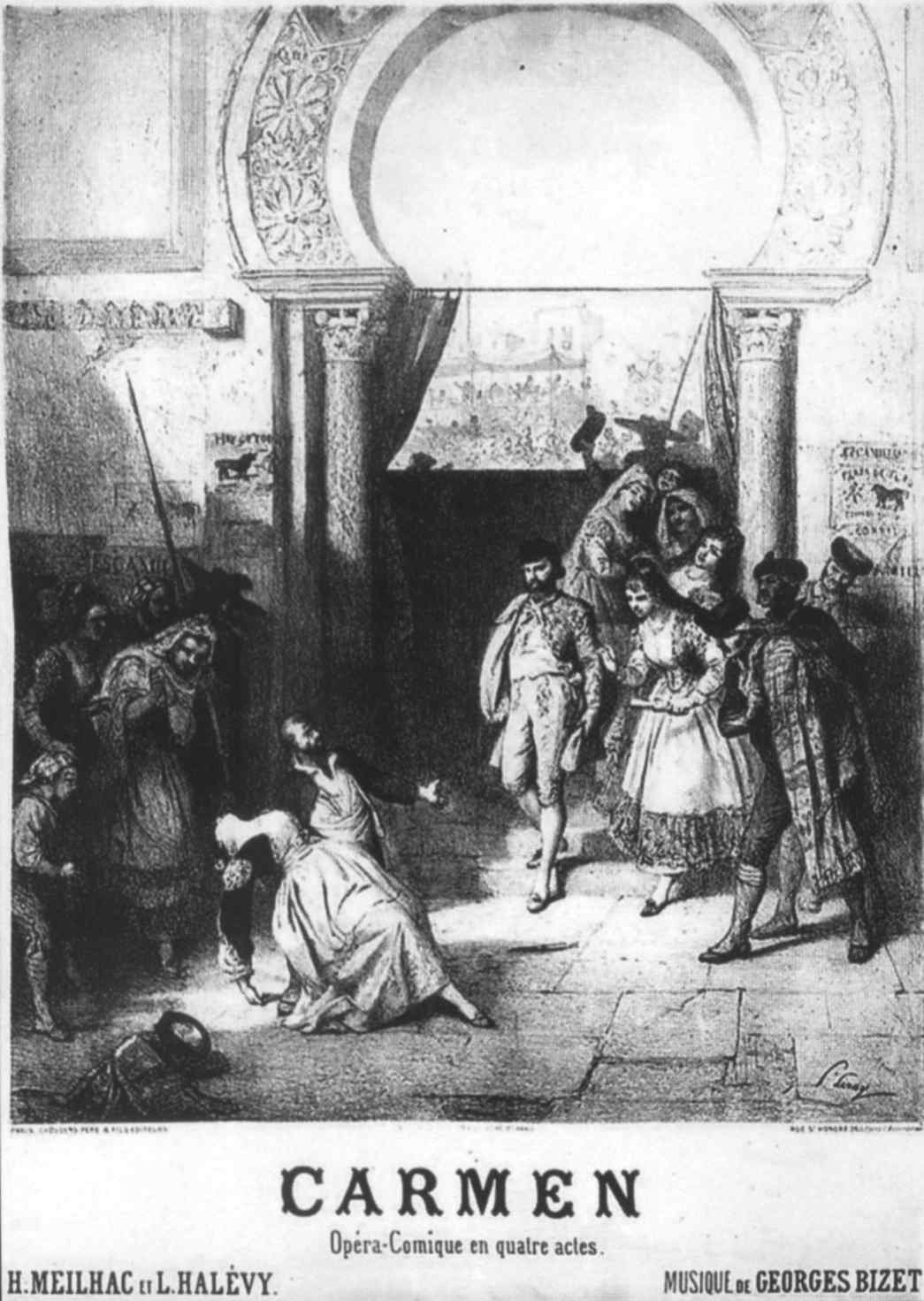
Affisch för Carmens premiär 1875.

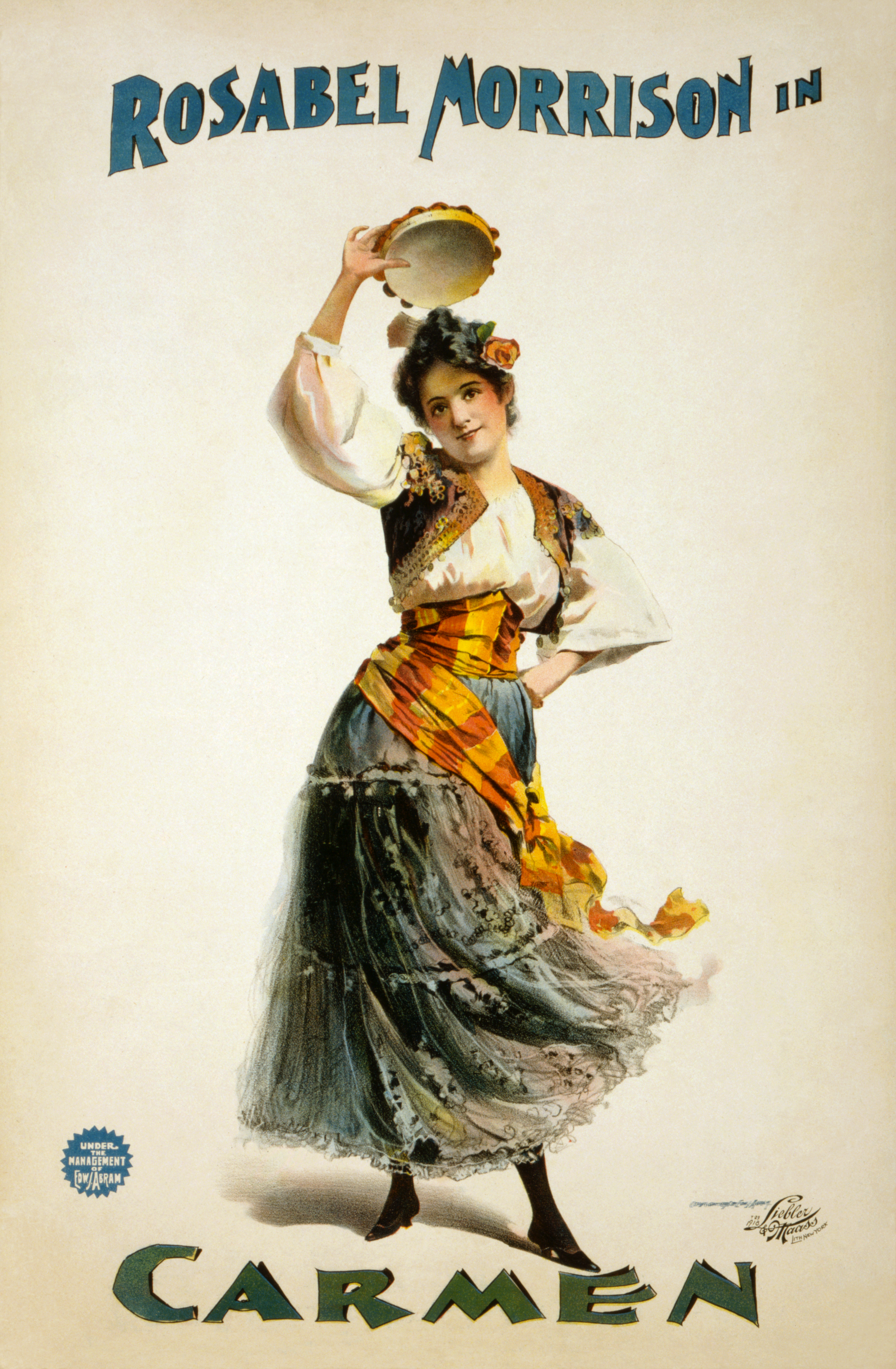
Affisch från ca 1896.

Carmen är en fransk opera (drame lyrique) i fyra akter med musik av Georges Bizet. Libretto av Henri Meilhac och Ludovic Halévy baserat på Prosper Mérimées kortroman Carmen.

## Historia
Bizet var redan i arbete med Carmen då problem uppstod på Opéra-Comique, så han började istället på en opera byggd på Guillén de Castros drama Las mocedades de Cid, som senare kom att bilda underlag för Jules Massenets opera Le Cid (1885). Innan han var färdig med den brann emellertid stora operan ned och ledningen vägrade uppföra Bizets verk på den provisoriska teatern. Besviken övervägde Bizet att skrinlägga alla operaplaner för all framtid, men i slutet av 1874 inleddes äntligen repetitionerna på Carmen på Opéra-Comique. Redan 1873 då musiken ännu inte var färdig, hade man börjat se sig om efter en sångerska till titelpartiet, men de flesta hade avböjt därför att de fann Carmen alltför skamlös. Bizet hade stor förmåga att komponera melodier, men ironiskt nog är den kanske mest berömda sången Habanera (dans från Havanna) en omarbetning av en dåtida schlager komponerad av Sebastián Yradier. Allt som allt pågick repetitionerna i fem månader, vilket var oerhört på den tiden, och ledaren för Opéra-Comique var ohöljt fientlig till projektet - han fruktade att teaterns renommé skulle fördärvas om publiken ansåg Carmen omoralisk. På premiärdagen stod varningar i Paristidningarna, och recensenterna fördömde enhälligt handlingen som obscen och musiken som ointressant, odramatisk och renons på lättsjungna melodier. Senare tog dock några av dessa kritiker tillbaka sina ord medan andra påstod sig ha varit entusiastiska hela tiden. Efter stor framgång i Wien samma år har den gjort segertåg jorden runt och är en av de mest spelade och populära operorna genom tiderna. 
Vid premiären i Paris hade Carmen officiellt varit en opéra comique med talad dialog, trots att det normalt inte var dialogen utan musikinslagen som bar handlingen, men inför uppförandena i Wien omarbetades den till Grand opéra med recitativ av Guiraud. Det är alltjämt denna version som oftast uppförs. Det var endast i Frankrike, där verket inledde sitt triumftåg efter nyinsceneringen 1883, som den fortsatte att spelas i originalversionen. Det var först efter Walter Felsensteins legendariska uppsättning på Komische Oper Berlin 1949, som originalversionen åter började spelas på vissa operahus, vilket även ledde till nya skivinspelningar med talad dialog.

### Premiären och Bizets död
Operan uruppfördes i Paris den 3 mars 1875 på Opéra-Comique men mottogs skeptiskt av publiken. En av anledningarna tros vara den socialrealistiska miljön - något helt nytt inom operakonsten. Den nästan eniga franska kritikerkårens skepsis delades inte av dåtidens giganter, utan Richard Wagner, Johannes Brahms och Pjotr Tjajkovskij var positiva. Filosofen Friedrich Nietzsche skrev beundrande om det nyskapande i verket. 
Sex år efter uruppförandet framfördes Carmen i 15 städer på tre kontinenter. Dess framgång var uppseendeväckande redan på den tiden.  Bizets verk är än idag en pålitlig kassasuccé. Märkligt nog insåg publiken inte genast verkets genialitet, och Bizet tog uruppförandets fiasko mycket hårt. Det är dock en sentimental legend att besvikelsen skulle ha lett till hans död. Under de följande månaderna arbetade han på ett oratorium och bestämde sig för att arbeta om operan för uppsättningen i Wien, som var planerad till hösten. Bizet drabbades den 3 juni 1875 av hjärtsvikt. Döden inträdde efter några minuter, samtidigt som ridån sänktes efter den 33:e föreställningen av Carmen.

#### Svenska uppsättningar
Den svenska premiären ägde rum på Stockholmsoperan den 22 mars 1878 och den iscensattes åter med premiär den 1 november 1905, den 1 november 1922, den 22 september 1949, den 8 oktober 1954 i en nyöversättning av Axel Strindberg och den 24 mars 1973 i en nyöversättning av Caj Lundgren. 
Den sattes upp på Göteborgsoperan med premiär den 16 april 1996 i regi av Staffan Aspegren och återigen den 5 februari 2000 i regi av Wilhelm Carlsson
samt på Folkoperan med premiär i september 1982 och ånyo den 20 september 1996.
Sommaren 2016 sattes operan upp i Dalhalla. Hösten 2016 sattes operan upp på Göteborgsoperan. Under hösten 2017 sattes Carmen upp på Uppsala stadsteater.

## Skillnader mellan novellen och operan
Till librettisterna kan man med fog räkna Bizet. Han lyckades visserligen få Meilhac och Halévy att skriva librettot, men deltog även själv mycket aktivt i utarbetandet. Operans mest karakteristiska text, orden till Habaneran är nästan i sin helhet av Bizet.
Mérimées novell har behandlats tämligen fritt i Carmen-librettot. Micaëla-gestalten förekommer till exempel inte över huvud taget i novellen. Don José har ingen mor, Escamillo (originalets Lucas) är betydligt ändrad. Hos Mérimée är Carmen gift, Don José är i novellen en betydligt mer brutal gangstertyp än i operan. Det är också librettisterna som har haft det sceniskt sett lysande påfundet att låta José dräpa Carmen på torget framför arenan. I novellen utspelas denna scen i en klyfta i bergen.
Ändringarna torde ha varit nödvändiga vid varje omarbetning från en förhållandevis bred, episk framställning till en klar och knapp dramatisk. Åtskilligt måste under sådana omständigheter falla bort vid omarbetningen. I detta fall blir till exempel novellens ensamma, hårde och bittre José åtskilligt mindre monumental, när han i librettot uppträder både med sin mor och sin ungdoms älskade. Också Carmen genomgår en motsvarande förvandling, även om den långt ifrån blir så radikal. Å andra sidan är ändringarna i Carmen-librettot företagna med utpräglat säker känsla för dramats krav. Därvid blir det möjligt att samla handlingen i klara, sceniska bilder, koncentrera konflikten om enkla kontraster (Carmen-Micaëla, José-Escamillo) och utkristallisera det novellistiska stoffet till drama. Sceniskt är särskilt Micaëla-gestalten en stor vinning. Hon ger genast åskådarna en klar bild av Josés ursprungliga miljö, vilken endast antyds i novellen. Micaëla levandegör också på sätt och vis Josés samvete och ger därvid dramat spänning och resning.[källa behövs]

## Om rollgestalterna

### Carmen

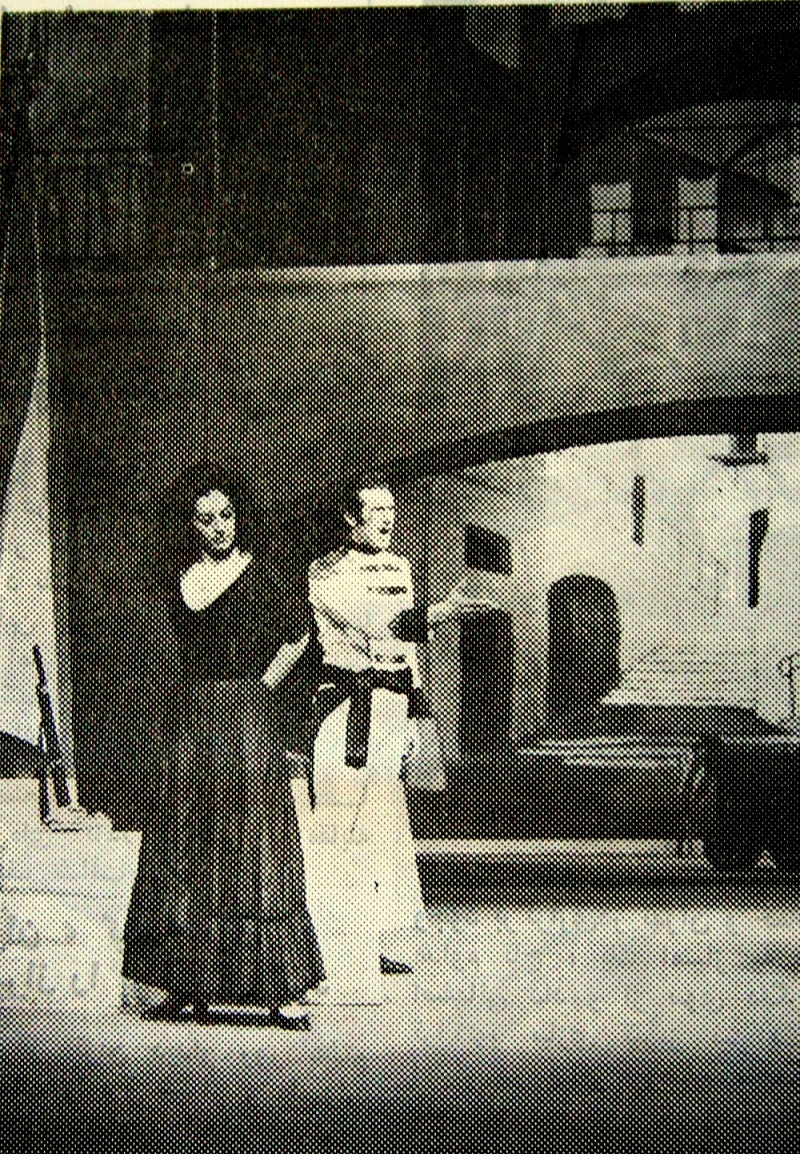
Iranska operasångerskan Pari Samar medverkar i Carmen på Rudakihallen i Teheran 1975.

Carmen har varken något förflutet eller någon framtid. Hon lever enbart i nuet. För henne är kärleken inget livsprogram, bara en övergående nyck. Kärlekens väsen är hos henne just den föränderlighet som don José hatar mest av allt. För Carmen finns inget "antingen eller", bara "både och". Medan hon väntar på José, flirtar hon ogenerat med Zuniga och Escamillo. Den ene är som den andre, de kan ställa sig i rad, de måste bara kunna vänta. Carmen vill inte bevara något, vare sig män eller ägodelar. Det är just genom att kasta bort ringen som hon har fått av José som hon provocerar fram mordet. Medan José söker sin lycka i det varaktiga, finner Carmen den i det obeständiga. Sociala motiv har föga betydelse för henne, hon är ingen revolutionär utan står utanför samhället. Hennes handlingar kan därför inte mätas mot gällande moraliska normer. I likhet med ett naturfenomen har Carmen sina egna lagar. Musiken vittnar om att Carmen redan från början är dömd till döden. Rollgestalten ackompanjeras av ett uppfordrande motiv med sorgsen klang. Det här motivet hörs i två varianter: En nyckfull version hörs redan i operans inledning; den andra beledsagar Carmens första entré. När zigenerskorna rådfrågar korten om framtiden drömmer Frasquita och Mercedes om lyckan. Carmen däremot konfronteras med sin förestående död ("Spåvisan"). Det här ögonblicket är kanske det mest ödesdigra i hela operan, eftersom det visar hur Carmen får kontakt med de makter som råder över henne.

### Don José
Operan domineras visserligen av Carmens starka personlighet, men berättar egentligen historien om don José. I operans början är han en blyg ung man, som har byggt upp sitt liv på förhållandet till modern. Det planerade äktenskapet med Micaëla är inget annat än en förlängning av hans barndomsidyll. Sedan bryter den sexualitet ut som han så noga har förträngt. När han efter att ha blivit frisläppt ur fängelset skyndar till Carmen trallar han för sig själv på en visa (bakom kulisserna). Det hela påminner om ett barn som har gått vilse i en mörk skog och försöker muntra upp sig själv. Duetten med Carmen i andra akten ger snarare uttryck för skilsmässa än för uppfyllelse. Den berömda "Blomsterarian" ingår bara som en del i den här duetten. José vädjar till blomman som Carmen tidigare kastade till honom, som en pant för hans eviga kärlek. 

### Mötena mellan Carmen och don José
Det finns tre dialoger mellan Carmen och don José. Man kan knappast tala om duetter, eftersom ingen av dem motsvarar den italienska eller fransk kärleksduettens konventioner, där två människoröster förenas i renaste harmoni. Dialogerna markerar tre anhalter i skeendet; förförandet, konflikten och den tragiska upplösningen, och visar att det aldrig uppstår någon idyllisk gemenskap mellan Carmen och don José. I sin skildring av den söndervittrande kärleken avstår Bizet från opéra-comique-genrens traditionella formvärld. Därför blir även "Séguidillan" en provocerande sång, som bara i mellanpartiet ger utrymme för en duett. José visar här ingen egen vilja, utan kan bara svara och lyda Carmen. Situationen är snarlik i andra aktens krogscen, där Carmen sjunger och dansar för den nästan hypnotiserade José till ackompanjemang av kastanjetter. Här har Bizet fått ett genialt infall: i bakgrunden till melodin hörs trumpeter som blåser tapto. José tar till orda först när hans pliktkänsla manar honom att återvända till kasernen. Han bedyrar tafatt sin kärlek och Carmen hånar honom. Därefter följer Josés "Blomsteraria", som är en passionerad kärleksbekännelse. Arians popularitet gör att man ofta glömmer bort att Carmen bara besvarar den rörande melodin med de kyliga orden "nej, du älskar mig inte!". Men det finns också en längre reaktion från hennes sida, en eldig bekännelse, som visserligen inte är riktad till José utan tillägnad den berusande friheten. Det här utgör scenens centrala del, där José endast kan bemöta Carmens entusiasm med förtvivlade snyftningar. Scenen avslutas därefter på ett sätt som nästan saknar motstycke i operahistorien: José bestämmer sig för att lämna Carmen. Det är bara Zunigas oväntade ankomst som för händelseförloppet i en annan bana. I slutduetten (akt IV) tar José för första gången initiativet. Den enda anledningen till detta är att Carmen inte har något mer att säga. Det är först i det här utsiktslösa läget som José ger ett äkta uttryck för sin lidelse. Nu hörs inte längre några långa melodislingor, endast korta fraser, förtvivlade skrik. När Escamillos seger högljutt bejublas i arenan, dödar José Carmen.

### Micaëla och Escamillo
Vid sidan om det centrala kärleksparet skapade librettistern två "rivaler", Micaëla och Escamillo. Flickan symboliserar José förflutna, tjurfäktaren Escamillo Carmens framtid. Det rör sig om handlingskraftiga personer, som samtidigt är sinnebilder för skilda livsprinciper, där den ena förkroppsligar den oskyldiga sidan av José karaktär medan den andra ger uttryck för den för honom ouppnåeliga rena sinnligheten. Musikaliskt är de två motpoler. Micaëla har med sin nära nog kitschiga oskuldsfullhet sin bakgrund i Gounods lyriska operor. Till och med när hon repar mod för att försöka rädda José, förblir hon en ganska timid rollfigur.
Escamillo är däremot en gestalt som är hämtad direkt från opéra-comique-genrens värld. Han är den ende som Bizet har tilldelat en strofvisa eller kuplett. Tonsättaren vare väl medveten om att den slagkraftiga "Toreadorarian" skulle göra honom populär. Ändå hade han föga till övers för dess popularitet. "Ni ville ha smörja och det är vad ni har fått" - sade han om operans största slagdänga.

## Roller
- Carmen, rom och cigarettarbeterska (mezzosopran)
- Don José, sergeant vid ett dragonregemente (tenor)
- Escamillo, tjurfäktare (baryton)
- Micaëla, bondflicka från don Josés hembygd (sopran)
- Zuniga, löjtnant (basstämma)
- Andres, löjtnant (tenor)
- Moralès, korpral (basstämma)
- Dancaïère, smugglare (baryton)
- Ramendado, smugglare (tenor)
- Frasquita, romsk flicka (sopran)
- Mercédès, romsk flicka (sopran)
- Lillas Pastia, värdshusvärd (baryton)

Dragoner, promenerande, gatubarn, cigarettarbeterskor, smugglare och tjurfäktare.

## Handling
Operan utspelar sig i Sevilla på 1820-talet. Föreställningen varar omkring 3 timmar och 15 minuter.
Titelrollen Carmen är en förförisk självständig kvinna som arbetar i en cigarettfabrik. Hon bedårar männen genom sin skönhet och sitt utmanande sätt. Tjurfäktaren Escamillo och korpralen Don José blir båda förälskade i henne och drabbas av svartsjuka, vilket får ödesdigra konsekvenser för Carmen. Övriga tvivelaktiga figurer är smugglare, småtjuvar, horor m.fl. vilket kan ha fått premiärpubliken att tappa fokus på musiken, vars melodier har blivit oförglömliga. Kärlek, svartsjuka och död var inget nytt inom operan, men hade dittills endast utspelats i de högre samhällsklasserna och inte bland arbetare och lägre militärer.  

### Akt 1

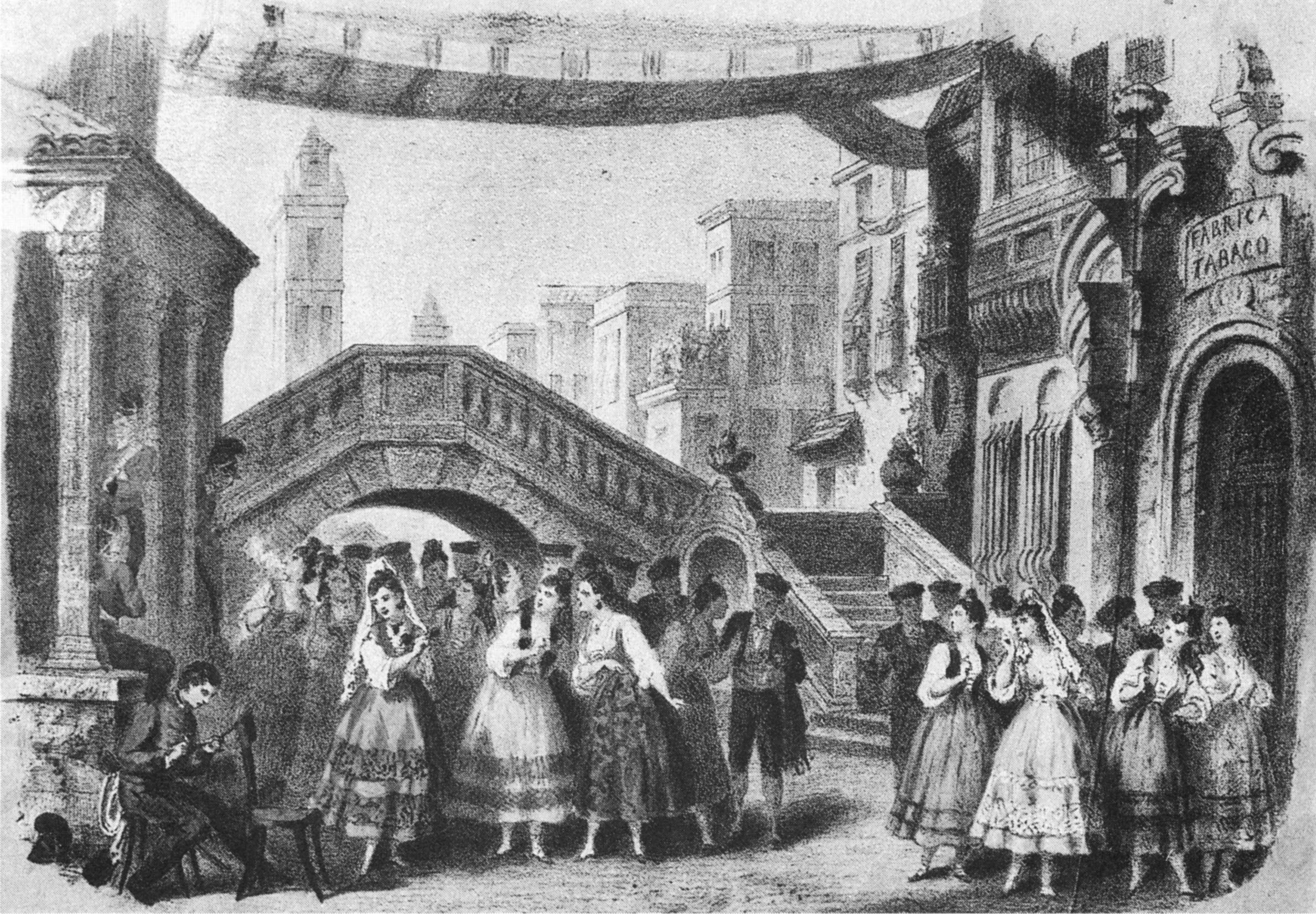
En litografi från akt 1 från första uppförandet, av Pierre-Auguste Lamy, 1875

Ett torg, i Sevilla. Till höger, en dörr till en tobaksfabrik. På baksidan, en bro. Till vänster, ett vakthus.  
En grupp soldater kopplar av på torget och väntar på vaktavlösningen. De kommenterar de förbipasserande (Sur la place, chacun passe). Micaela dyker upp och söker José. Morales berättar att "José är ännu inte i tjänst" och uppmanar henne att vänta med dem. Hon avböjer, säger hon kommer tillbaka senare. José kommer med den nya vakten, som blir hälsade och imiterade av en skara gatpojkar (Avec la garde montante).

Början på Habaneran

När fabriksklockan ringer, dyker cigarettflickor upp och skämtar med de unga männen på torget (La cloche a sonné). Carmen kommer in och sjunger sin provocerande habanera om den vilda kärlekens natur (L'amour est un oiseau rebelle). Männen ber henne att välja en älskare, och efter att ha retats en stund kastar hon en blomma till Don José, som hittills har ignorerat henne men nu är irriterad av hennes fräckhet.
När kvinnorna går tillbaka till fabriken, återkommer Micaela och ger José ett brev och en kyss från sin mor (Parle-moi de ma mère!). Han läser att hans mor vill att han ska återvända hem och gifta sig med Micaela, som retirerar i blyg förlägenhet när hon hör det. Precis som José förklarar att han är redo att lyssna på sin mors önskan, strömmar kvinnorna upprört ut från fabriken. Zuniga, befäl över vakten, får reda på att Carmen har attackerat en kvinna med en kniv. När Carmen ställs till svars, svarar hon trotsigt och hånfullt. (Tra la la ... Coupe-moi, brule-moi, je ne te dirai rien). Zuniga ger order till José att binda hennes händer medan han förbereder häktningsordern. När Carmen är ensam med José, förtrollar hon honom med en seguidilla, där hon sjunger om en natt av dans och passion med sin älskare – vem det än må vara – i Lillas Pastia taverna. Förvirrad men fascinerad går José med på att lossa repet som Carmen har runt händerna. När hon leds bort knuffar hon sin eskort till marken och springer skrattande iväg. José arresteras för tjänstefel.

### Akt 2
Lillas Pastias värdshus
En månad har gått. Carmen och hennes vänner Frasquita och Mercedes underhåller Zuniga och andra officerare ("Les tringles des sistres tintaient") i Pastias värdshus. Carmen blir glad när hon hör att José frigivits efter en månad i fängelse. Utanför hörs en kör och procession som meddelar ankomsten av Toreador Escamillo ("Vivat, vivat le Torero"). När denne bjuds in på värdshuset introducerar han sig själv med "Toreadorsången" ("Votre toast, je peux vous le rendre") och ställer in siktet på Carmen. Men hon föser honom åt sidan. Lillas Pastia kör bort massorna och soldaterna.
Med endast Carmen, Frasquita och Mercedes kvar anländer smugglarna Dancaïre och Remendado och avslöjar sina planer på att avyttra sitt nyligen förvärvade smuggelgods ("Nous avons en tête une affaire"). Frasquita och Mercedes är villiga att hjälpa dem, men Carmen vägrar, eftersom hon vill vänta på José. När smugglarna gått anländer José. Carmen ger honom en privat exotisk dans- och sånguppvisning ("Je vais danser en votre honneur ... La la la"), men under hennes sång hörs en avlägsen trumpetsignal från kasernen. När José säger att han måste återvända till sin plikt, hånar hon honom. Han svarar genom att visa henne den blomma som hon kastade till honom på torget ("La fleur que tu m'avais jetée").  Carmen kräver att han visar sin kärlek genom att följa henne i stället. José vägrar att desertera, men när han förbereder sig för att gå tillbaka, kommer Zuniga in och letar efter Carmen. Zuniga och José börjar slåss, men skiljs åt av de återvändande smugglarna, som håller tillbaka Zuniga. Efter att ha attackerat en överordnad officer, har José nu inget annat val än att följa med Carmen och smugglarna ("Suis-nous à travers la campagne").

### Akt 3
En öde plats i bergen
Carmen och José kommer in tillsammans med smugglarna och deras byte ("Ecoute, écoute, compagnons"). Carmen har nu tröttnat på José och säger till honom hånfullt att han bör gå tillbaka till sin mamma. Frasquita och Mercedes roa sig genom att spå sig i kort; Carmen slår sig ned hos dem och finner att korten förutsäger hennes död, och även Josés. Kvinnorna går iväg för att distrahera tulltjänstemännen som bevakar platsen. José får stå på vakt.
Micaela kommer dit med en guide, för att hitta José. Hon ska försöka rädda honom från Carmen ("Je dis que rien ne m'épouvante"). Hon hör ett skott och gömmer sig i skräck; Det är José, som har skjutit mot en inkräktare som visar sig vara Escamillo. Josés glädje över att möta tjurfäktaren vänds sig till vrede när Escamillo förklarar att han är förälskad i Carmen. De börjar slåss ("Je suis Escamillo, torero de Grenade"), men avbryts av de återvändande smugglarna ("Hola, hola José!"). Innan Escamillo går bjuder han alla till sin nästa tjurfäktning i Sevilla. Micaela upptäcks; först vill José inte följa med henne, trots Carmens hån, men han ändrar sig när han får veta att hans mor är döende. När han går, svär han att komma tillbaka. I fjärran hörs Escamillo som sjunger Toreadorsången.

### Akt 4
Ett torg i Sevilla. I fonden syns ytterväggarna på en gammal amfiteater

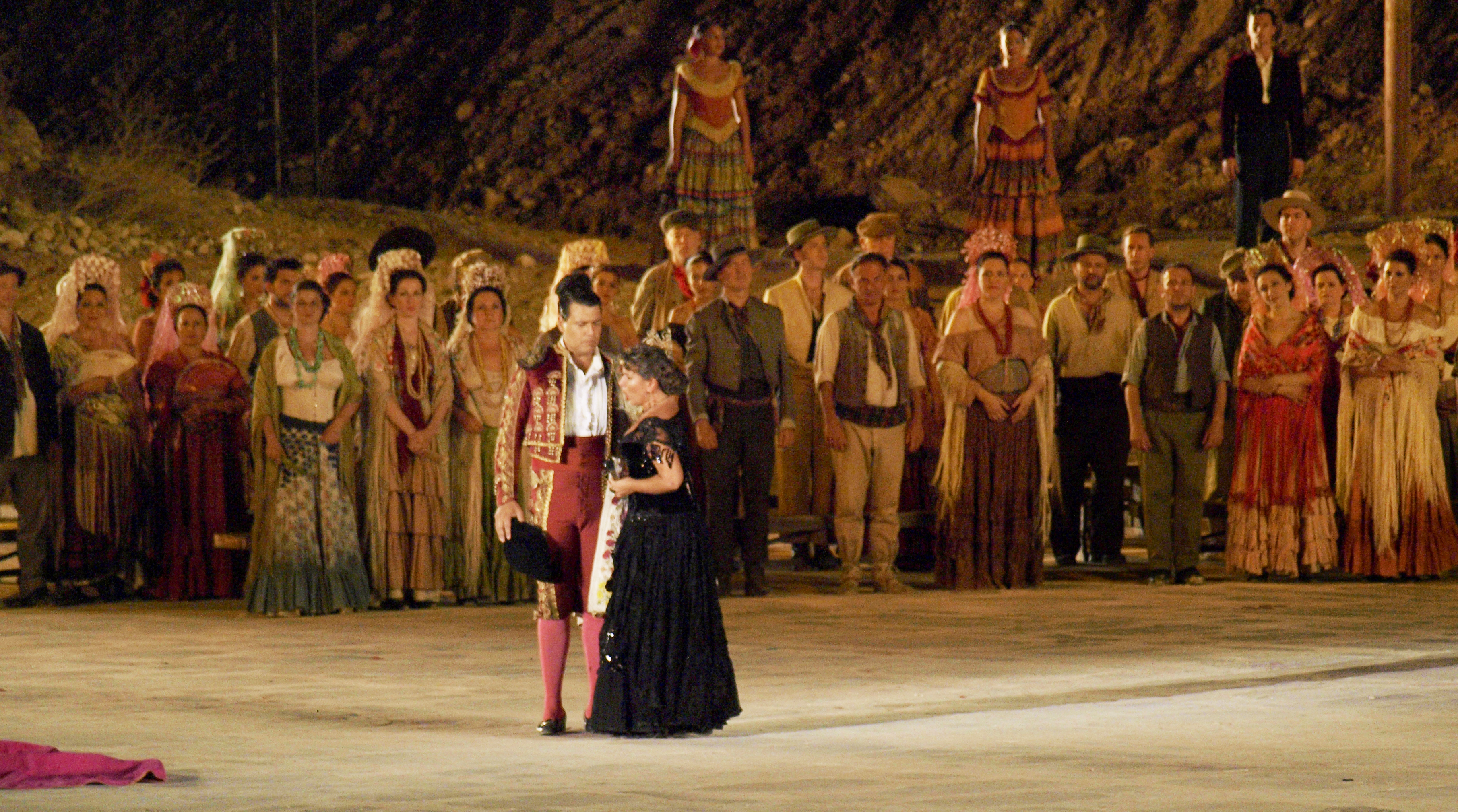
Föreställning av Carmen i Masada 2004

Zuniga, Frasquita och Mercedes är i publiken och väntar på att tjurfäktarna ska komma ("Les voici! Voici la quadrille!"). Escamillo kommer fram tillsammans med Carmen, och de uttrycker sin ömsesidiga kärlek ("Si tu m'aimes, Carmen"). När Escamillo går in på arenan varnar Frasquita Carmen att José är i närheten, men Carmen säger sig inte frukta honom. Hon är ensam när hon konfronteras med den desperate José ("C'est toi! C'est moi!"). Medan José förgäves ber Carmen att återvända till honom, hörs jubel från arenan. José gör ett sista försök, men Carmen kastar föraktfullt ringen han gav henne och försöker att komma in på arenan. José knivhugger Carmen, och hon dör samtidigt som Escamillo hyllas av massorna på arenan. Samtidigt som publiken lämnar arenan, bekänner José knäböjande att han dödat den kvinna han älskade ("Ah Carmen ma Carmen adorée!!").

## Kända sångnummer
- Akt 1.
Dragonkören (Se på folket där på torget, par om par drar förbi!)
Gatpojkarnas kör (Spjut och lansar har vi alla)
Cigarettarbeterskornas kör (Se den blånande röken)
Habaneran (Kärlek låter sig inte...)
Brevduetten (O mor o som en syn för mina ögon står hon nu)
Seguidillan (Nära vid bron i Sevilla, där hos min vän Lillas Pastia).
- Akt 2.
Zigenarvisa (Hör rassel, pingel vår musik! Zigenardans i heta nätter)
Toreadorsången (Toreador en garde! Toredador! Toreador!)
Smugglarkvintetten (Vi ha nosat opp en affär)
Alcalavisan (Stanna där! Vem är där! Tapper ung dragon!)
Blomsterarian (Se Carmen, din röda blomma).
- Akt 3.
Spåvisan (Den gamla nötta leken spådde sorg och död)
Micaelas aria (Så ensam är ingen på jord).
- Akt 4.
Kör (Två pesetas)
Slutscenen (Ni kan fängsla mig nu. D'ä jag som dödat Carmen! Ah! min Carmen. Ah! Min älskade Carmen).

## Inspelningar (urval)
- Carmen. Elena Obraztsova, Placido Domingo, Isobel Buchanan. Wiener Staatsopers kör och orkester. Carlos Kleiber, dirigent. TDK DV-CLOPCAR. 1 dvd. 1978.
- Carmen. Victoria de Los Angeles, Nicolai Gedda, Janine Micheau, Ernest Blanc. Franska radions kör och orkester. Beecham, dirigent. EMI 5 67357-2. 3 cd.[10]